# Teufique Paxá
Maomé Teufique/Taufique Paxá ou Taufique do Egito (em árabe: محمد توفيق باشا) (Cairo, 30 de abril ou 15 de novembro de 1852 — Heluã, 7 de janeiro de 1892) foi quediva do Egito e do Sudão entre 1879 e 1892 e o sexto governante da Dinastia de Maomé Ali.

## Juventude
Teufique era o filho mais velho do Quediva Ismail, e nasceu no Cairo. Sua mãe era a princesa Shafiq-Nur. Ele não foi enviado para a Europa para ser educado, como ocorreu com seus irmãos mais novos, permaneceu no Egito onde passou sua infância e juventude.
Ele falava francês e inglês fluentemente.
Em 1866, Ismail obteve êxito em seus esforços para alterar a ordem de sucessão ao quedivato do Egito. O título, em vez de passar para o descendente masculino vivo mais velho de Maomé Ali, agora seria transmitido de pai para filho. Ismail buscou essa alteração, principalmente porque não gostava de seu tio, Halim Paxá, que era seu herdeiro presuntivo, e imaginou que conseguiria escolher qualquer um de seus filhos para ser seu sucessor. Mas ele descobriu, depois que a mudança foi feita, que as Grandes Potências (Grã-Bretanha, Alemanha, Áustria-Hungria e Império Otomano) interpretavam o novo arranjo como se aplicando estritamente ao filho mais velho. Teufique, portanto, tornou-se o príncipe-herdeiro. Ele recebeu um palácio perto do Cairo para morar, e por doze anos passou uma vida monótona, cultivando e criando uma reputação de bom senso e lisura com seus colegas inquilinos.

## Casamento
]]

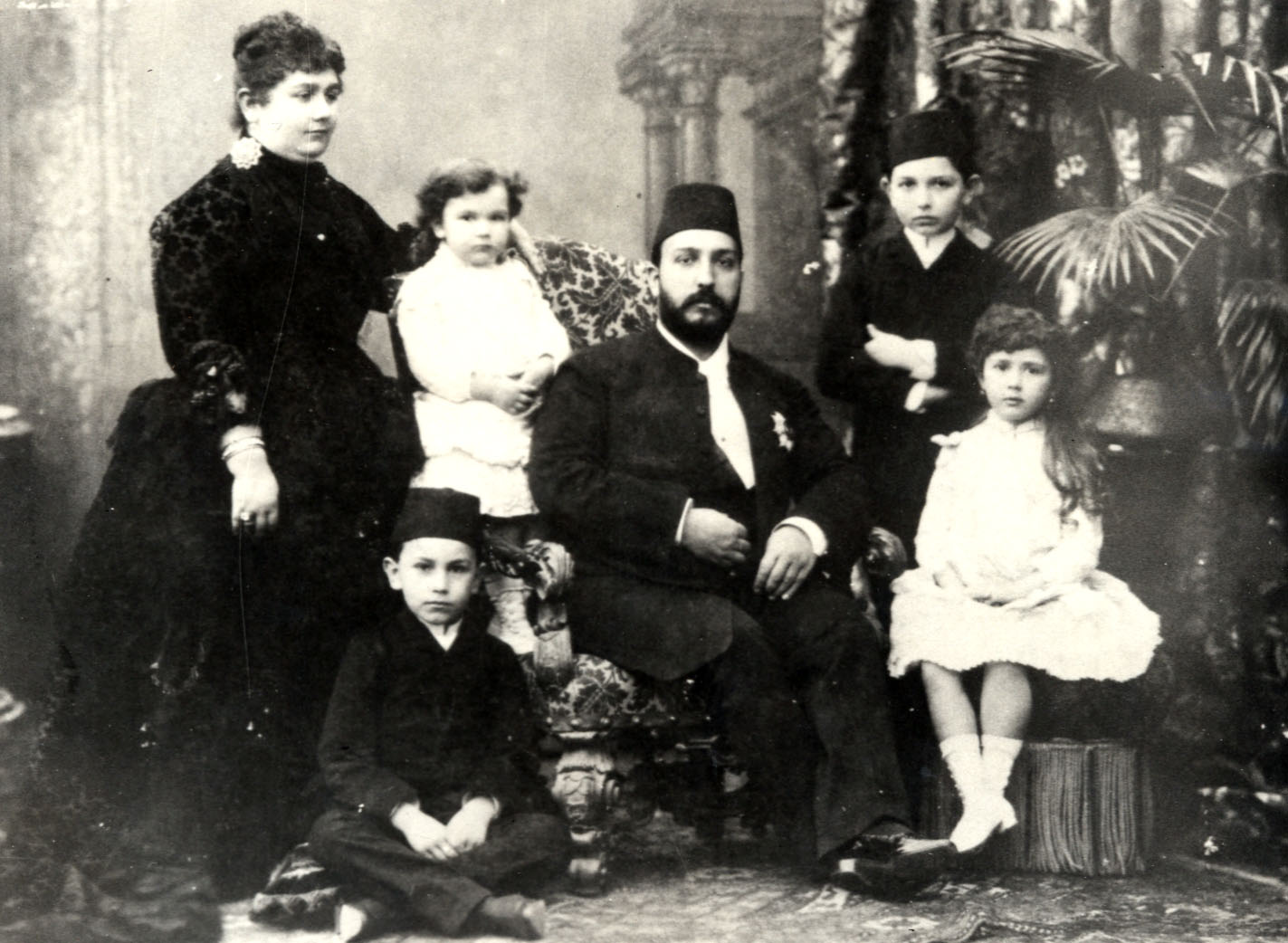
Taufique Paxá cercado pela família
(meados da década de 1880)

Teufique casou no Cairo, em 15 de janeiro de 1873, com a princesa Emina Ilhami (Constantinopla, 24 de maio de 1858 — Bebek, Istambul, 19 de junho de 1931), filha do príncipe Ibraim Alhami e Parlanta Cadim.

## Presidência
Em 1878, Teufique foi nomeado presidente do conselho após a demissão de Nubar Paxá. Ele ocupou este cargo apenas por alguns meses; mas isso foi o suficiente para mostrar que, se ele não era ambicioso e nem particularmente inteligente ou enérgico, tinha a sabedoria de se abster de participar das intrigas que constituíam então a parte principal da vida política no Egito e no Sudão.
Ele voltou para sua propriedade e se estabeleceu mais uma vez em uma vida tranquila no campo. Porém, não ficou livre das tribulações por muito tempo. Em 26 de junho de 1879, Ismail, por insistência da Grã-Bretanha e da França, foi deposto pelo sultão, que enviou ordens ao mesmo tempo para que Teufique fosse proclamado quediva.

## Governo
O novo quediva ficou tão aborrecido com a notícia de sua ascensão, que deu um tapa no ouvido do servo que lhe trouxe a notícia. O Egito e o Sudão, naquela época, estavam envolvidos em problemas financeiros e políticos provocados pela política de seu pai, Ismail, e a situação foi agravada pela inação da Grã-Bretanha e da França por alguns meses após a adesão de. Os súditos de Teufique estavam insatisfeitos, seu exército descontente; seus conselheiros eram quase todos do tipo aventureiro, visando seu próprio lucro; e ele mesmo não tinha nem o caráter de um governante forte, nem a experiência que lhe permitiria assegurar uma administração ordenada dos assuntos.
A desordem prevaleceu até novembro de 1879, quando o duplo controle foi restabelecido pelos governos da Grã-Bretanha e da França. Por mais de dois anos o major Evelyn Baring (depois Lorde Cromer), Auckland Colvin, e o monsieur Ernest de Blignières, praticamente governaram o país, esforçando-se para instituir reformas, ainda que, não possuindo meios de coerção.
Durante todo esse tempo, o descontentamento no Exército Egípcio foi aumentando. Teufique foi considerado culpado por seu fracasso em manter uma linha firme com os rebeldes, mas sua atitude era governada por suas relações com a Grã-Bretanha e a França, e era incapaz de controlar os acontecimentos. A insatisfação culminou no movimento antiestrangeiros liderado por Urabi Paxá, que conquistou total controle do exército. Em julho de 1882, a atitude de Urabi, que realizava trabalhos defensivos em larga escala, fez com que o almirante britânico (Frederick Beauchamp Seymour, depois Lorde Alcester) declarasse que bombardearia os fortes de Alexandria a menos que fossem entregues a ele.

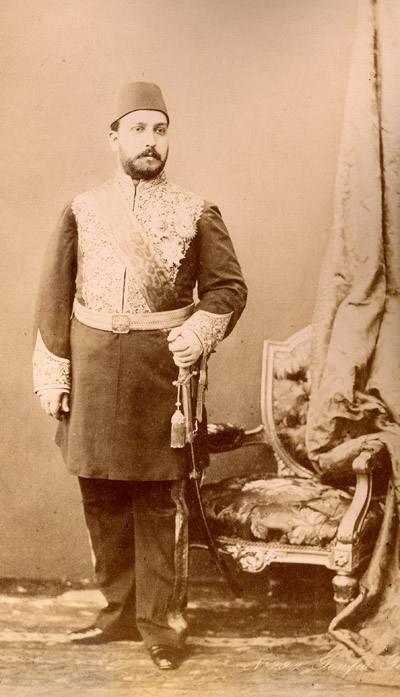
Teufique Paxá

Antes que o bombardeio iniciasse, foi sugerido a Teufique que deixasse a cidade e embarcasse em um navio de guerra pertencente a uma das potências neutras, ou em seu próprio iate, ou em um vapor do correio, que estava no porto. Sua resposta foi: “Eu ainda sou o quediva, e continuo com o meu povo na hora do perigo”. Em seu palácio de Alcácer Arramel, a cinco quilômetros da cidade, ele estava fora do alcance dos obuses, mas sua vida ainda estava em perigo. Quando os soldados amotinados atacaram o palácio, Teufique conseguiu escapar e chegar a outro palácio após passar pelas ruas em chamas de Alexandria. Aqui ele foi obrigado a concordar que uma guarda de jaquetas azuis britânicas deveria protegê-lo de mais riscos. Ele demonstrou a mesma coragem durante a epidemia de cólera de 1883, em Alexandria.
Teufique retornou ao Cairo após a batalha de Tel el-Kebir, consentido com as reformas exigidas pela Grã-Bretanha, e assumido a posição de governante constitucional sob a orientação de Lorde Dufferin, o comissário especial britânico. Quando a epidemia de cólera eclodiu, Teufique insistiu em ir para Alexandria. Sua esposa o acompanhou, e ele percorreu os hospitais, dando um excelente exemplo às autoridades da cidade e encorajando os pacientes com palavras gentis e de esperança.
Em 1884, Evelyn Baring (Lorde Cromer) retornou ao Egito como agente diplomático e cônsul-geral da Grã-Bretanha. Sua primeira tarefa exigiu que Teufique abandonasse o Sudão. Teufique deu seu consentimento com a relutância natural, mas, após ter consentido, fez tudo o que pôde para garantir o sucesso da política que Baring, havia sido enviado para executar. Teufique se comportou com a mesma decência durante as negociações entre Henry Drummond Wolff e o enviado turco, Muctar Paxá, em 1886. Sua posição não era digna, porém, era a de um governante titular obrigado a esperar enquanto outros discutiam e administravam os assuntos de seu país. O sultão era seu suserano; na Grã-Bretanha, Teufique reconheceu seu protetor: ao representante de cada um, ele se esforçou para mostrar amizade e estima. Com o passar do tempo, sua confiança em Baring aumentou, até que finalmente se submeteu ao agente britânico em quase tudo. Certa ocasião, porém, agiu por iniciativa própria, como quando em junho de 1888, demitiu Nubar Paxá e convocou Riaz Paxá para formar um ministério, uma ação influenciada, no entanto, pelo conhecimento de Teufique da divergência de opiniões entre Nubar e o agente britânico. Baring encorajou Teufique a mostrar suas qualidades em assuntos administrativos, e ele se interessou por todos os assuntos relacionados com educação, irrigação e justiça. Não era um homem imponente, mas mostrava um desejo genuíno de governar seu país em benefício próprio. Compreendeu a importância para o Egito da assistência e apoio britânicos; sua astúcia natural o fez aceitar as condições britânicas; o seu bom sentimento natural o impediu de qualquer inclinação para a intrigas.
Na vida privada era cortês e amável. Não desejava manter o estado inacessível de um governante oriental. De fato, em muitos aspectos suas maneiras e hábitos eram menos orientais do que europeus. Casou-se em 1873 com sua parenta de etnia turca, Emina Ilhami, com quem viveu muito feliz. Ela foi sua única esposa e Teufique foi um forte defensor da monogamia. Quando Teufique subiu ao trono, ele fechou os aposentos do harém no palácio imperial e vendeu todas as escravas de seu pai para os mercados de escravos.

## Morte
Morreu em 7 de janeiro de 1892, no palácio de Heluã, perto do Cairo, e sucedido por seu filho mais velho, Abaz II.

## Descendência
Com sua esposa teve os seguintes filhos:
- Abaz Hilmi Paxá, Quediva do Egito;
- Príncipe Maomé Ali Teufique (Palácio de Cuba, Cairo, 9 de novembro de 1875 – Lausana, Suíça, 18 de março de 1955, e sepultado no mausoléu do quediva Taufique, Caite Bei, Cairo);
- Princesa Nazli Hanim (11 de abril de 1877 – Cairo, c. 1879);
- Princesa Facre Uniça Cadija Hanim (Cairo, 21 de maio de 1880 – Heluã, 22 de fevereiro de 1951);
- Princesa Nimatulá Hanim (Cairo, 23 de outubro de 1882 – Nice, França, c. 1965, e sepultada no cemitério ortodoxo russo de Nice).

## Condecorações
- Cavaleiro da Ordem da Coroa de Ferro, 1.ª Classe, 1868[5]
- Ordem de Honra, Medalha Imtiyaz, 1868
- Ordem de Osmanieh, Nishan-i-Osmania, 1868
- Ordem de Nobreza, 1868
- Grã-Cruz da Ordem de Vasa, 17 de dezembro de 1868[6]
- Grã-Cruz da Ordem da Águia Vermelha, 29 de janeiro de 1870[7]
- Grã-Cruz da Casa e Ordem do Mérito de Pedro Frederico Luís, 5 de fevereiro de 1875[8]
- Honorário Grande Comandante da Ordem da Estrela da Índia, 3 de maio de 1875[9]
- Grã-Cruz do Reino Havaiano da Ordem Real de Kalākaua I, 1881[10]
- Grã-Cruz da Ordem dos Santos Maurício e Lázaro, 1886
- Grã-Cruz da Áustria-Hungria da Ordem de Francisco José, 1886[11]
- Grã-Cruz Honorária do Reino Unido da Ordem do Banho (divisão civil), 21 de junho de 1887[9]
- Grã-Cruz da Ordem do Leão Neerlandês, 1890
- Grã-Cruz da Ordem Nacional da Legião de Honra, 1890
- Cavaleiro da Ordem do Serafim, 18 de abril de 1891[12]